# Giải vô địch cờ vua thế giới 2007
Giải vô địch cờ vua thế giới 2007 được tổ chức tại Thành phố México, từ ngày 12 đến 30 tháng 9 năm 2007 để quyết định nhà vô địch thế giới cờ vua. Đó là một giải đấu vòng tròn tám vòng, với tám kỳ thủ.
Viswanathan Anand của Ấn Độ đã giành chiến thắng trong giải đấu và có được danh hiệu Nhà vô địch cờ vua thế giới. Số điểm của anh là 9 điểm sau 14 ván, với tổng cộng bốn ván thắng và 10 ván hòa. Anand là người chơi bất bại duy nhất trong cả giải đấu.

## Bối cảnh
Chức vô địch này là bất thường ở chỗ Giải vô địch cờ vua thế giới được quyết định bởi một giải đấu chứ không phải một trận đấu.
Giải vô địch cờ vua thế giới năm 2005 cũng là một giải đấu vòng tròn hai lượt, nhưng tại thời điểm đó, danh hiệu thế giới đã bị chia tách, với giải đấu đó là giải vô địch thế giới FIDE, và với nhà vô địch thế giới cổ điển Vladimir Kramnik từ chối tham gia. Ngay sau giải đấu năm 2005, FIDE tuyên bố rằng Giải vô địch thế giới 2007 cũng sẽ là một giải đấu vòng tròn hai lượt.
Năm 2006, FIDE đã công bố Giải vô địch cờ vua thế giới 2006, để thống nhất giải vô địch cờ vua thế giới. Bởi vì việc tổ chức giải đấu năm 2007 chủ yếu đã diễn ra, điều kiện của trận đấu đó bao gồm:
- Nếu nhà vô địch cổ điển (Kramnik) đánh bại Nhà vô địch FIDE Veselin Topalov, Kramnik sẽ thay thế Topalov trong giải đấu năm 2007.
- Giải đấu năm 2007 sẽ là một giải vô địch thế giới.

Kramnik đã thắng trận đấu năm 2006. Vào tháng 6 năm 2007, Kramnik xác nhận rằng ông đã công nhận giải đấu năm 2007 là giải vô địch thế giới, đồng thời bày tỏ sở thích cá nhân về việc mong muốn chức vô địch thế giới sẽ được quyết định bởi một trận đấu.
FIDE sau đó tuyên bố rằng các giải vô địch thế giới trong tương lai (bắt đầu với Giải vô địch cờ vua thế giới 2008) sẽ được quyết định bởi một trận đấu giữa nhà đương kim vô địch và một người thách đấu. Đồng thời FIDE thông báo rằng, để bồi thường cho việc bị từ chối tham gia giải đấu năm 2007, Topalov sẽ có những đặc quyền đặc biệt trong chu kỳ Giải vô địch cờ vua thế giới 2010.

## Kỳ thủ tham dự
1. Vladimir Kramnik (Nga) – đương kim vua cờ
2. Viswanathan Anand (Ấn Độ) – đồng hạng nhì Giải vô địch cờ vua thế giới FIDE 2005
3. Peter Svidler (Nga) – đồng hạng nhì Giải vô địch cờ vua thế giới FIDE 2005
4. Alexander Morozevich (Nga) – hạng tư Giải vô địch cờ vua thế giới FIDE 2005
5. Péter Lékó (Hungary) – Giải đấu Ứng viên
6. Boris Gelfand (Israel) – Giải đấu Ứng viên
7. Levon Aronian (Armenia) – Giải đấu Ứng viên
8. Alexander Grischuk (Nga) – Giải đấu Ứng viên